# 邪教檔案之末日風暴
《邪教檔案之末日風暴》是1998年上映的一部香港電影，由黎繼明執導，古天樂、黃秋生主演。

## 演员
| 演员   | 角色   | 配音   | 备注                       |
| 古天樂 | 陳岳   | 古天樂 | 重案组督察                 |
| 黃秋生 | 霍秋   | 高翰文 | 警察                       |
| 林雅詩 | 金毛盈 |        | 被皇唯一迷惑               |
| 連凱   | 皇唯一 | 楊捷康 | 教主                       |
| 關寶慧 | 吴凤娟 | 陸惠玲 | 被皇唯一迷惑               |
| 鄭浩南 | 林越天 | 楊捷康 | 曾為邪教教主，後被霍秋拘捕 |
| 麥長青 | 阿彪   | 麥長青 | 警察                       |
| 李思蓓 | 郑永贞 |        | 被皇唯一迷惑               |
| 李尚文 | 阿刚   | 古明華 |                            |
| 劉錫賢 | 蔡玉麟 |        |                            |

## 外部連結
- 香港影庫上《邪教檔案之末日風暴》的資料（繁體中文）
- 时光网上《邪教檔案之末日風暴》的資料（简体中文）
- 豆瓣电影上《邪教檔案之末日風暴》的資料 （简体中文）
- AllMovie上《邪教檔案之末日風暴》的资料（英文）
- 爛番茄上《邪教檔案之末日風暴》的資料（英文）
- 互联网电影数据库（IMDb）上《邪教檔案之末日風暴》的资料（英文）